# 聽得見我的聲音嗎
《聽得見我的聲音嗎》 (日语：私の声が聞こえますか) 是日本創作歌手中島美雪於1976年4月25日發行的第1張原創專輯。

## 介紹
本專輯是1975年出道的中島美雪的首張專輯。封面是中島陰天獨自站在雪野原的畫面，左上角有本人親筆寫的標題。由凑雅博攝影。
由於中島忙於處理父親的事情，故并未參與選曲和編曲等專輯製作工作。因此，錄音的時間非常短，只有1個星期。因爲本專輯是配合事先准備好的基本曲目演唱的，所以大部分歌曲的音階都比原來高。
本專輯也沒有詳細地表明每首歌曲的製作人，只是標記為“Yamaha Music Foundation”而已。
虽然本專輯由波麗佳音發行的版本已經停售，但是從2021年開始，包含本專輯的郵購限定CD還在波麗佳音Shopping Club發售。
1986年由佳音唱片CD化。CD的現行盤是2018年由山葉音樂傳播數位修復后重新發行的。
2010年，Tom Baker at Precision Mastering (洛杉磯) 發行了本專輯的數位修復CD (規格產品編號：YMPCD-10009)。
此外，經過數位修復的CD從2012年10月25日開始，收錄在CD-BOX《中島美雪BOX 聽得見我的聲音嗎 ~ 臨月》中郵購限量發售。
本專輯的棄曲《櫻花啦啦啦》  收錄在30年後的專輯《搖籃曲SINGER》  中。

## 收錄

### LP
| A面      | A面              | A面   |
| 曲序     | 曲目             | 时长  |
| -------- | ---------------- | ----- |
| 1.       | 險坡             | 3:27  |
| 2.       | 我的溫柔的他     | 2:23  |
| 3.       | 難以置信的時刻   | 3:01  |
| 4.       | 波奇波比的紅玫瑰 | 2:45  |
| 5.       | 大海啊           | 2:20  |
| 6.       | 薊花姑娘的搖籃曲 | 3:43  |
| 总时长： | 总时长：         | 17:39 |

| B面      | B面            | B面   |
| 曲序     | 曲目           | 时长  |
| -------- | -------------- | ----- |
| 1.       | 舞到天明       | 3:18  |
| 2.       | 獨自遊玩       | 2:09  |
| 3.       | 總是有悲傷的事 | 2:05  |
| 4.       | 爲你高歌       | 2:33  |
| 5.       | 海灘訊息       | 4:43  |
| 6.       | 時代           | 4:20  |
| 总时长： | 总时长：       | 19:08 |

### CD
| CD       | CD               | CD    |
| 曲序     | 曲目             | 时长  |
| -------- | ---------------- | ----- |
| 1.       | 險坡             | 3:27  |
| 2.       | 我的溫柔的他     | 2:23  |
| 3.       | 難以置信的時刻   | 3:01  |
| 4.       | 波奇波比的紅玫瑰 | 2:45  |
| 5.       | 大海啊           | 2:20  |
| 6.       | 薊花姑娘的搖籃曲 | 3:43  |
| 7.       | 舞到天明         | 3:18  |
| 8.       | 獨自遊玩         | 2:09  |
| 9.       | 總是有悲傷的事   | 2:05  |
| 10.      | 為你高歌         | 2:33  |
| 11.      | 海灘訊息         | 4:43  |
| 12.      | 時代             | 4:20  |
| 总时长： | 总时长：         | 36:47 |

## 歌曲
1. 險坡  
  - 之後在2004年專輯《現在的心情》 中自翻唱。
2. 我的溫柔的他 
3. 難以置信的時刻 
4. 波奇波比的紅玫瑰 
5. 大海啊 
  - 1980年，被選為蜷川幸雄導演的電影《大海啊你是 -帆船日本號的青春-》 的主題曲[6]。
  - 1994年，動畫《卡拉OK戰士（日语：カラオケ戦士マイク次郎）》 中，人魚 (岩男潤子) 和鈴木次郎 (高山南) 合唱了本歌曲。
  - 之後在2002年專輯《童話故事 -Fairy Ring-》 中自翻唱[7]。此版本的結尾有符合歌曲標題的海浪聲。
  - 千葉羅德海洋的平澤大河的應援歌原曲[8]。
6. 薊花姑娘的搖籃曲 
  - 中島1975年發行的出道單曲。
  - 專輯版與單曲版編曲不同。
  - 2018年，被選爲畢贛導演的電影《地球最後的夜晚》的主題曲。
7. 舞到天明 
  - 初次披露於中島美雪1974年10月在北海道音更町的演唱會“中島美雪演唱會'74”。
8. 獨自遊玩 
9. 總是有悲傷的事 
10. 爲你高歌 
  - 本歌曲是對谷川俊太郎的課題詩“我唱歌的理由”的回答。
11. 海濱訊息 
  - 1983年，柏原芳惠在單曲《明明是春天》 中翻唱[註 4]。
12. 時代 
  - 1975年，中島憑藉本歌曲獲得了第6回世界歌謠祭（日语：世界歌謠祭）的最高賞[9]。同年12月發行為單曲。
  - 專輯版與單曲版編曲不同，僅有中島自己演奏的原聲吉他作伴奏。
  - 虽然本歌曲公信榜最高排名第14名，但歌詞卻受到歡迎，成爲了中島美雪早期的代表作。後來被翻唱的次數也很多[註 5]。
  - 之後在1993年專輯《時代 -Time goes around-》 中自翻唱[10]，同年12月也被分拆為單曲[11]發行。
  - 2010年，被選爲富士電視台電視劇《我家的歷史》 主題曲[12]。

## 演奏者
- 愛迪生（日语：Edison_(音楽家)）與發明王[註 6]
  - 渡邊孝好 - Keyboards
  - 裴天外 - Drums
  -  - Electric & Acoustic Guitar
  - 石田典雄 - Electric Bass
  -  - Acoustic Guitar
  - 中島美雪 - Acoustic Guitar

## 腳註

### 來源
1. 1 2 3 4  . Discogs.   [2019-10-23].
2. ↑  . Recordcity.   [2024-4-26]. （原始内容存档于2024-04-27） （日语）.
3. ↑  廖桃.  (PDF). 國立大學法人 千葉大學學術成果庫. 2018-02-20: 189  [2024-04-27]. （原始内容存档 (PDF)于2022-10-30）.
4. ↑  . 波麗佳音發售情報.   [2021-03-23]. （原始内容存档于2023-05-11） （日语）.
5. ↑  . 山葉音樂傳播.   [2024-04-27]. （原始内容存档于2024-04-27） （日语）.
6. ↑  . 映畫.com.   [2024-05-13]. （原始内容存档于2024-05-12） （日语）.
7. ↑  . 山葉音樂傳播.   [2024-05-13]. （原始内容存档于2024-05-12） （日语）.
8. ↑  . 千葉羅德海洋.   [2024-05-12]. （原始内容存档于2024-11-13） （日语）.
9. ↑  . 山葉音樂振興會.   [2010-07-25]. （原始内容存档于2019-05-15） （日语）.
10. ↑  . 山葉音樂傳播.   [2024-05-12]. （原始内容存档于2024-05-12） （日语）.
11. ↑  . 中島美雪官方網站.   [2024-05-13]. （原始内容存档于2023-07-07） （日语）.
12. ↑  . 富士電視台.   [2024-05-12]. （原始内容存档于2024-05-12） （日语）.

## 外部連結
- 山葉音樂傳播上的介紹頁面
  - 2001年盤 （页面存档备份，存于）
  - HQCD （页面存档备份，存于）